# Protaetia gertrudae
Protaetia gertrudae är en skalbaggsart som beskrevs av Arnaud 1989. Protaetia gertrudae ingår i släktet Protaetia och familjen Cetoniidae. Utöver nominatformen finns också underarten P. g. negricola.